# Arthur Cook
Arthur Edwin "Art" Cook, född 19 mars 1928 i Washington, D.C., död 21 februari 2021, var en amerikansk sportskytt.
Han blev olympisk guldmedaljör i gevär vid sommarspelen 1948 i London.